# Aribert Weis
Aribert Weis (* 3. Januar 1948 in Heidenburg) ist ein deutscher Regisseur, Drehbuchautor und Produzent von Dokumentar- und Spielfilmen.

## Leben
Aribert Weis begann im Alter von 15 Jahren eigene Filme zu drehen. Später studierte er an der Werkkunstschule in Trier Graphik und Architektur und übersiedelte nach Berlin. Es folgten erste professionelle Filmarbeiten mit Max Willutzki und Christian Ziewer.
Mit seinem ersten Kinokurzfilm erntet er diverse Preise (u. a. 1972 bei den Filmfestspielen Venedig). 1977 drehte seinen ersten Dokumentarfilm fürs Fernsehen. Seine Schwerpunkte im dokumentarischen Bereich sind eine Zeit lang ethnographische Filme. Zusammen mit Regine Heuser realisierte er Die Leute von Lich-Steinstraß; der Dokumentarfilm wurde Fernsehspiel des Monats und Fernsehspiel des Jahres.
1981 inszenierte Weis seinen ersten Kinofilm Das Haus im Park. 1986 heiratet er die Schauspielerin Angelika Bartsch und übersiedelt nach Irland. Dort drehte er für die deutschen Sender an die zehn Dokumentarfilme und arbeitete zeitweilig für den Hörfunk. Es folgten Filme, in denen er sich mit dem Zweiten Weltkrieg beschäftigt. You enter Germany aus dem Jahre 2007 beschreibt die Schlacht im Hürtgenwald.

## Filmografie

### Spielfilme
- 1967: Die Narren
- 1971: Sascha
- 1981: Das Haus im Park
- 1988/89: POL

### Dokumentarfilme (Auswahl)
- 1966: Falken
- 1969: Matador
- 1977: Gezwungen, in die Welt zu gehen
- 1978: Hambacher Forst
- 1979: Die Leute von Lich-Steinstraß
- 1982/84: Völker im Schatten: Sarden / Ladiner / Deutsche in Ungarn / Inuits auf Grönland
- 1979/86: Requiem für ein Maiglöckchen
- 1990: Anton
- 1991: Irakische Künstler in Deutschland
- 1992: Nordirlands Scheideweg: Die Falls Road in Belfast
- 1992: Heimweh nach Irland oder: Leben auf der Grenze
- 1993: Der Rinderwahnsinn – eine Gefahr für den Menschen
- 1994: Fremde in einer fremden Heimat – Ungarische Minderheiten in Europa
- 1995: Lord Haw-Haw – Ein Anglo-Ire im Reichsrundfunk
- 1995: Der Siegeszug der Kartoffel – Wie die Kartoffel nach Europa kam
- 1996: Zwei Pfarrer – Zwei Welten – Portrait zweier irischer Priester
- 1996: The Book of Kells – Das schönste Buch der Welt
- 1997: „Operation Shamrock“ – Deutsche Kriegskinder in Irland
- 1997: Streets of Dublin – Ein ungewöhnlicher Priester in Dublin
- 1998: Der irische Traum – Portrait über den irischen Friedensnobelpreisträger John Hume
- 1999: Am Ende eines Alptraumes? – Schottlands langer Kampf um Unabhängigkeit
- 2000: Galway – Irlands blaue Stadt
- 2000: Aalfang am Shannon
- 2001: Versuchte Abtreibung – Reportage über das holländische Abtreibungsschiff Aurora
- 2005–07: You enter Germany – Hürtgenwald und der lange Krieg am Westwall

## Auszeichnungen
- Preis bei den Filmfestspielen von Venedig 1972 für Sascha
- Filmothek der Jugend, Oberhausen 1972
- Ehrendiplom der Leipziger Woche für Dokumentar- und Kurzfilm
- Die Leute von Lich-Steinstraß: Fernsehspiel des Monats August 1980
- Die Leute von Lich-Steinstraß: Fernsehspiel des Jahres 1980
- Filmband in Silber; Deutscher Filmpreis 1974; Mannheimer Golddukaten 1973 für Der Lange Jammer (als Co-Autor; Regie: Max Willutzki)
- Das Haus im Park: Offizieller Wettbewerbsbeitrag bei den Filmfestspielen Moskau 1983; Prädikat: wertvoll